# Hartsburg
|  | Per a altres significats, vegeu «Hartsburg (Illinois)». |

Hartsburg és una població dels Estats Units a l'estat de Missouri. Segons el cens del 2000 tenia 108 habitants.

## Demografia
Segons el cens del 2000, Hartsburg tenia 108 habitants, 54 habitatges, i 30 famílies. La densitat de població era de 521,2 habitants per km².
Dels 54 habitatges en un 20,4% hi vivien nens de menys de 18 anys, en un 46,3% hi vivien parelles casades, en un 5,6% dones solteres, i en un 44,4% no eren unitats familiars. En el 38,9% dels habitatges hi vivien persones soles el 20,4% de les quals corresponia a persones de 65 anys o més que vivien soles. El nombre mitjà de persones vivint en cada habitatge era de 2 i el nombre mitjà de persones que vivien en cada família era de 2,67.
Per edats la població es repartia de la següent manera: un 16,7% tenia menys de 18 anys, un 5,6% entre 18 i 24, un 26,9% entre 25 i 44, un 29,6% de 45 a 60 i un 21,3% 65 anys o més.
L'edat mediana era de 45 anys. Per cada 100 dones de 18 o més anys hi havia 95,7 homes.
La renda mediana per habitatge era de 32.500 $ i la renda mediana per família de 52.917 $. Els homes tenien una renda mediana de 30.000 $ mentre que les dones 21.875 $. La renda per capita de la població era de 16.739 $. Cap de les famílies i el 5,8% de la població estaven per davall del llindar de pobresa.

## Poblacions properes
El següent diagrama mostra les poblacions més properes.